# Igusavarietet
Inom matematiken är en Igusakurva ungefärligt sagt ett grovt modulrum av elliptiska kurvor i karakteristik p med en Igusastruktur av nivå p, där en Igusastruktur av en elliptiska kurva E är ungefär en punkt av ordning p av E(p) som genererar nollrummet av V:E(p) p→ E.  En Igusavarietet är en högre-dimensionell analogi av en Igusakurva. Igusakurvor studerades av Igusa (1968) och Igusavarieteter introducerades av Harris & Taylor (2001).